# 水越豊
水越 豊（みずこし ゆたか、1956年 - ）は、日本の経営コンサルタント。
ボストンコンサルティンググループ（BCG）、2005年より11年間、日本代表を務める。現シニア・アドバイザー。
金沢工業大学虎ノ門大学院イノベーション・マネジメント研究科客員教授。

早稲田大学経営管理研究科、諮問委員。

日本ラグビーフットボール協会副会長。

## 経歴
東京都生まれ。東京大学経済学部卒業。1980年に新日本製鐵(現・日本製鉄)に入社し、八幡製鉄所(現・日本製鉄九州製鉄所八幡地区)に配属された。

1988年にスタンフォード大学(アメリカ合衆国)で経営学修士を取得

1990年にボストンコンサルティンググループに入社。

2003年10月、BCGは名古屋市中村区に国内2カ所目の事務所となる名古屋事務所を開設。水越は同事務所の代表に就任した。2005年、BCG日本代表に就任。

2016年1月、BCG日本代表の退任とともに同社シニア・パートナー・アンド・マネージング・ダイレクターに就任。

同年6月、ライフネット生命保険の社外取締役およびアサガミ株式会社社外取締役。

2018年　株式会社カプコンの社外取締役。

2019年　公益財団法人日本ラグビーフットボール協会理事、
　　　　　一般社団法人ジャパンエスアール ヒト・コミュニケーションズサンウルブズ非常勤理事。

2020年　株式会社ADKホールディングス社外取締役・監査等委員

2022年　　公益財団法人日本ラグビーフットボール協会　副会長　就任

## エピソード
- 東京都立国立高等学校[12]時代、AFSの制度を利用し、アメリカ合衆国・ピッツバーグの高校に留学。アメリカンフットボールの経験はなかったが、高校のチームに所属し、キックオフ・リターンを担当した[13]。
- 1990年代半ば、ゲームメーカーカプコンのコンサルタントを担当した。社員のモチベーションを向上させたいというカプコン側の要求に対し、水越らは成功報酬制度を提案し、採用された。当時のゲームクリエーターの給料は年功序列型だったため、ヒット作を産んだ場合に多額の報酬を払うシステムは画期的だった。成功報酬型の新システムのもとで生み出された初のゲーム「バイオハザード」は世界中でヒットし、ソフトの売り上げ低下に悩んでいたカプコン復活のきっかけとなった[14]。

## 著書
- 『BCG戦略コンセプト　-　競争優位の原理』（ダイヤモンド社、2003年、ISBN 4-478-37444-9）
- 『新興国発 超優良企業　GLOBALITY』監修（講談社、2008年、ISBN　4062150581）
- 『BCG流21世紀型リーダーシップ(インタビュー) DIAMOND ハーバード・ビジネス・レビュー論文』（ダイヤモンド社、２０１６年　電子書籍化）